# Metabronemoides
Metabronemoides é um gênero de nematoides parasitas, pertencente à família Cystidicolidae. Espécies de Metabronemoides são parasitas quando adultos no trato gastrointestinal de peixes.

## Etimologia
O nome genérico Metabronemoides reflete o fato de que a estrutura cefálica desses nematoides lembra um pouco a das espécies de Metabronema. Metabronemoides é um gênero masculino.

## Espécies
Em 2019, de acordo com o Registro Mundial de Espécies Marinhas, o gênero inclui uma única espécie:

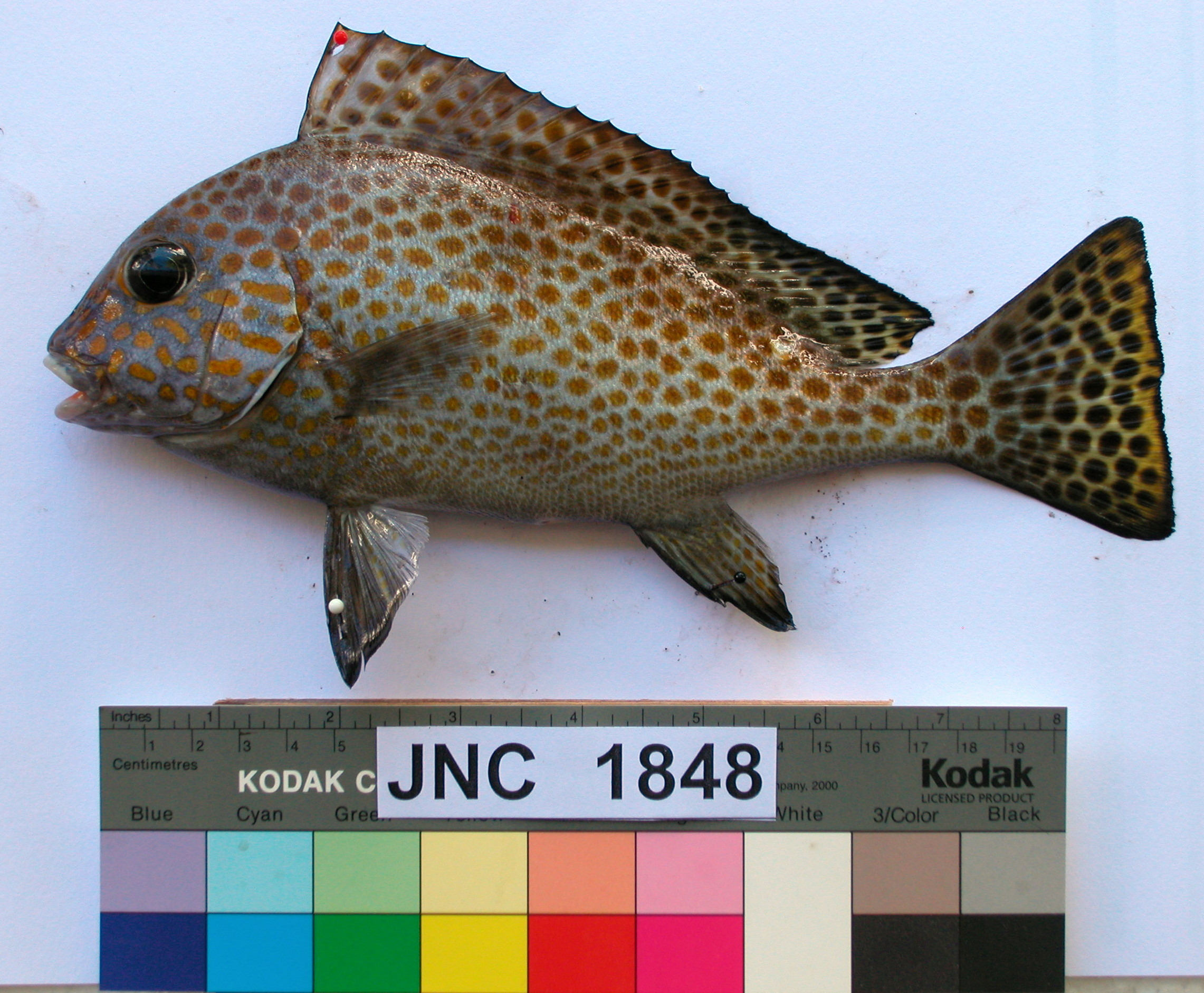
Diagramma pictum é o anfitrião de Metabronemoides mirabilis

- Metabronemoides mirabilis (Moravec e Justine, 2010)[1]

Esta espécie é um parasita do estômago das borboletas pintadas Diagramma pictum (Haemulidae, Perciformes), um peixe da lagoa de recifes de corais da Nova Caledônia. O nome da espécie mirabilis está relacionado ao fato de possuir uma estrutura cefálica notavelmente diferente em comparação com outros representantes de Cystidicolidae.